# Latouchia incerta
Espèce
Latouchia incerta est une espèce d'araignées mygalomorphes de la famille des Halonoproctidae.

## Distribution
Cette espèce est endémique de Thaïlande,. Elle se rencontre dans les provinces de Buriram et Surin.

## Description
Le mâle holotype mesure 10,0 mm et la femelle paratype 16,1 mm.

## Publication originale
- Decae, Schwendinger & Hongpadharakiree, 2021 : « Descriptions of four new trapdoor spider species in the subfamily Ummidiinae from Thailand (Araneae, Mygalomorphae, Halonoproctidae). » Zootaxa, no 4984(1), p. 300-323.